# نورمن لی
نورمن لی (انگلیسی: Norman Lee؛ ۱۰ اکتبر ۱۸۹۸ – ۲ ژوئن ۱۹۶۴) کارگردان فیلم، فیلم‌نامه‌نویس، و تهیه‌کننده فیلم اهل بریتانیا بود.

## برگزیده فیلم‌شناسی
- همسر کشاورز (۱۹۴۱)
- پنجه میمون (۱۹۴۸)